# Vác
Vác [ˈvaːʦ] (Duits: Waitzen) is een stad in Hongarije en de hoofdplaats van het district Vác (Váci járás). Vác ligt op de linkeroever van de Donau, iets voorbij de Donauknie en 34 km ten noorden van Boedapest aan de westelijke uitlopers van de Cserhát. Vác is een bisschopsstad met een opvallende achttiende-eeuwse domkerk. Een ander symbool van de stad is de ter ere van Maria Theresia opgerichte triomfboog.

## Geschiedenis
Reeds in de Steentijd leefden hier mensen. Men komt er talloze ruïnes tegen, die erop wijzen dat hier veel vestingen waren. De eerste vermelding van Vác (Watzenburg) dateert uit 1074. Als stichter van het bisdom wordt koning Géza I beschouwd, die de kathedraal liet bouwen en er na zijn dood in 1077 ook begraven werd. Vác werd door de Mongolen in 1241 verwoest en later eveneens door de Turken, die de stad in 1541 innamen, maar steeds werd de stad weer opgebouwd. Na het vertrek van de Turken in 1686 was de stad ontvolkt en in puin. Bisschop Mihály Dvornikovich trok daarom katholieke ambachtslieden aan, uit Duitsland en uit Moravië. Daarna kwam het herstel op gang en kreeg Vác zijn huidige, barokke uiterlijk. Begin achttiende eeuw werd Vác beurtelings door Habsburgse en Hongaarse troepen bezet. In 1731 werd de oude stad door een grote brand verwoest. En in 1740-1741 werd de stad getroffen door de pest waarbij een tiende van de bevolking overleed.
In 1846 was Vác het beginpunt van de eerste spoorlijn van Hongarije, die naar (Boeda)-Pest liep.

## Stadsbeeld
De bezienswaardigheden van Vác bevinden zich rond de twee grote pleinen, het vierhoekige Konstantin tér en het eraan grenzende Vak Bottyán tér. Aan het eerste plein staat de dom (1762 - 1777) met twee torens en een grote koepel. Grote Korinthische zuilen aan de façade laten duidelijk de classicistische stijl zien. De kerk werd ontworpen door de Franse architect J.M. Amedée Canevale. De fresco's aan de koepel en aan het hoofdaltaar zijn vervaardigd door Franz Anton Maulbertsch. Deze zijn pas later ontdekt omdat destijds bisschop Kristóf Migazzi ze niet mooi vond en ze liet dichtmetselen. Aan het plein staan nog meer barokke huizen.
Tegenover de dom staat in een park het Migazzi tér het bisschoppelijk paleis. Aan het Géza Király tér ligt de barokke franciscanenkerk met witte torens en een groene spits en houtsnijwerk aan de kansel. Aan het Marcius 15. tér staat het raadhuis in een Hongaarse barokstijl. Verderop staat de 20 meter hoge triomfboog, die in 1764 werd opgetrokken ter gelegenheid van een bezoek van Maria Theresia aan de stad.
De domincanenkerk of kerk van de witten aan het Március 15. tér is eveneens optrokken in barokstijl. De bouw werd begonnen in 1699. In de achttiende eeuw werd de kerk uitgebreid met  de Loreto-kapel en een crypte. Bij de restauratie van de kerk in 1994 werden in de dichtgemetste crypte een ossuarium gevonden en meer dan 250 kisten met daarin lichamen die op natuurlijke wijze gemummificeerd waren. De gevonden kisten zijn tentoongesteld in het Ignác Tragormuseum in Vác en de lichamen worden geconserveerd op de antropologische afdeling van het Natuurhistorisch museum van Boedapest.
Ook elders in de stad zijn oude huizen te zien.

## Galerij

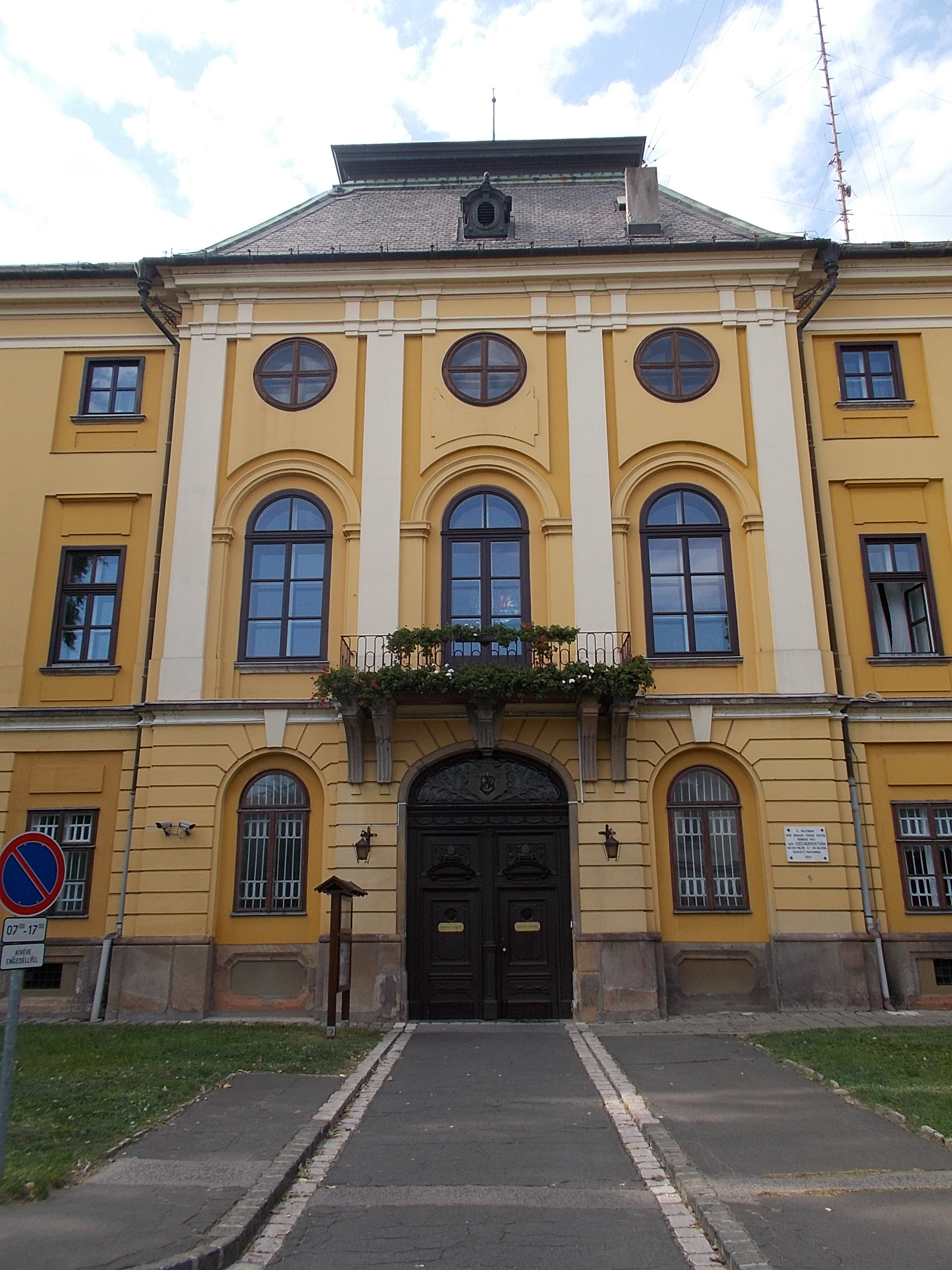
Bisschoppelijk paleis uit 1768-1775
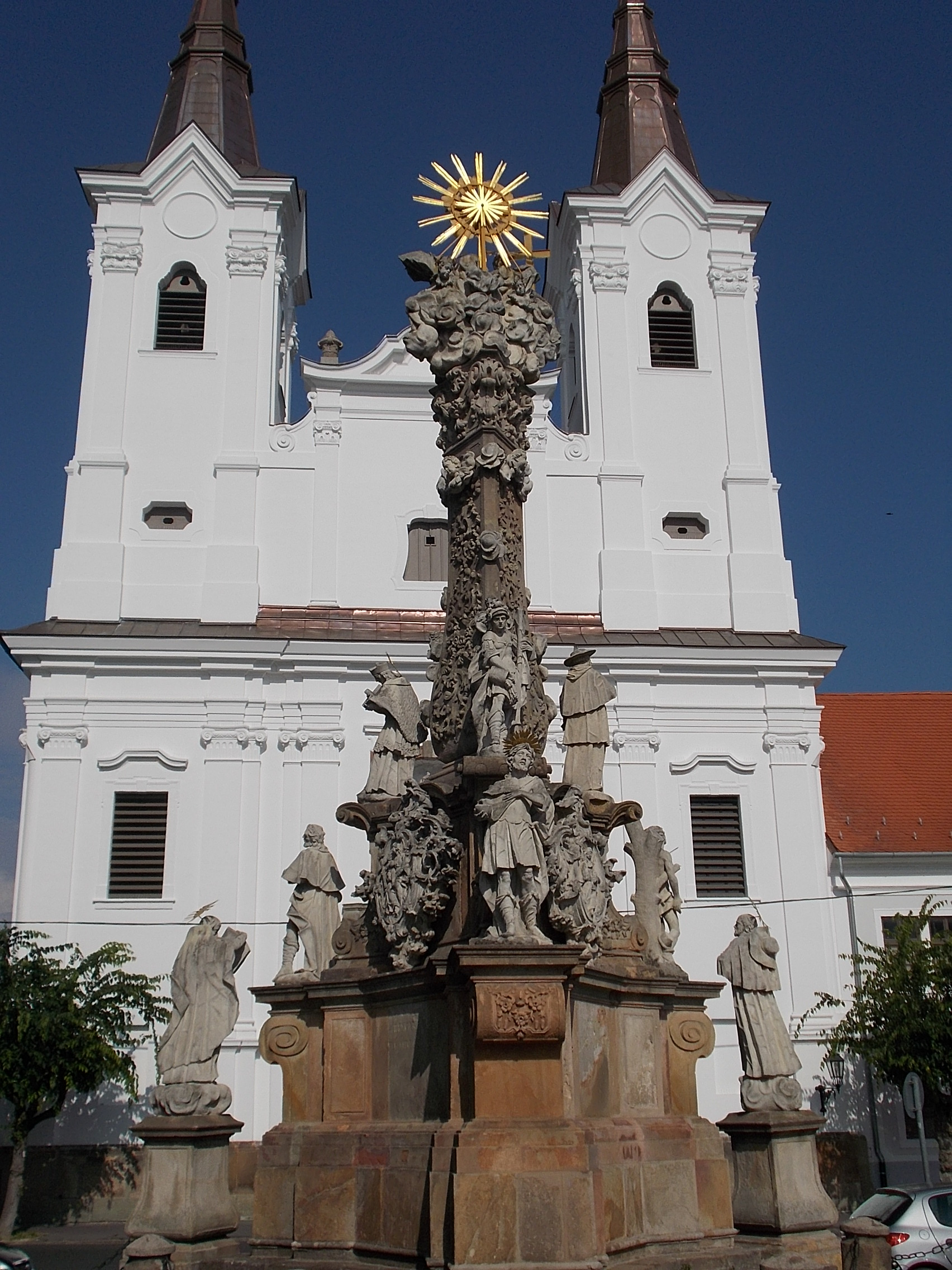
Monument van de Heilige Drie-eenheid (1750-1755)
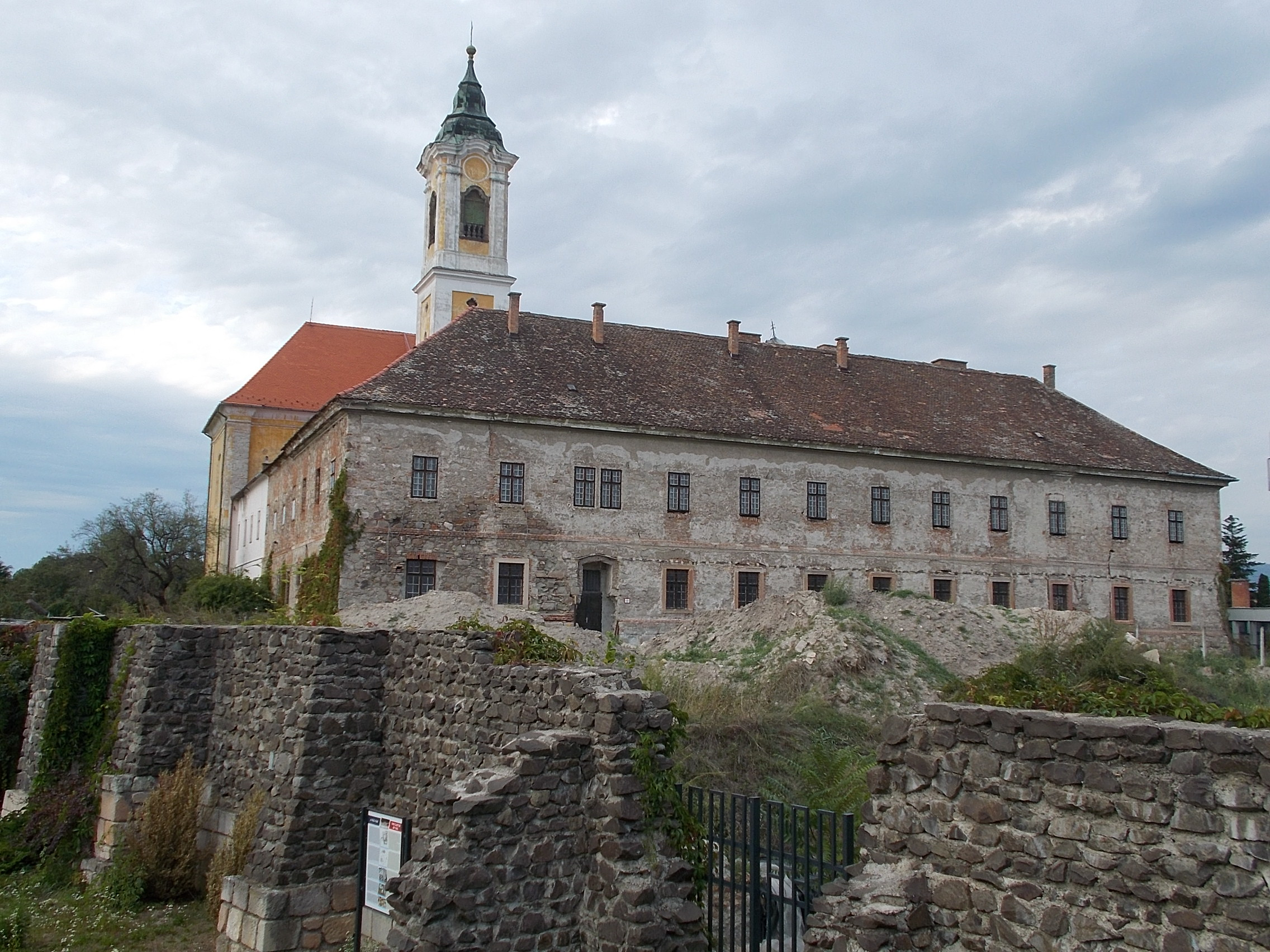
Het kasteel van Vác werd in de loop der eeuwen belegerd door Tataren, Habsburgers en Ottomanen
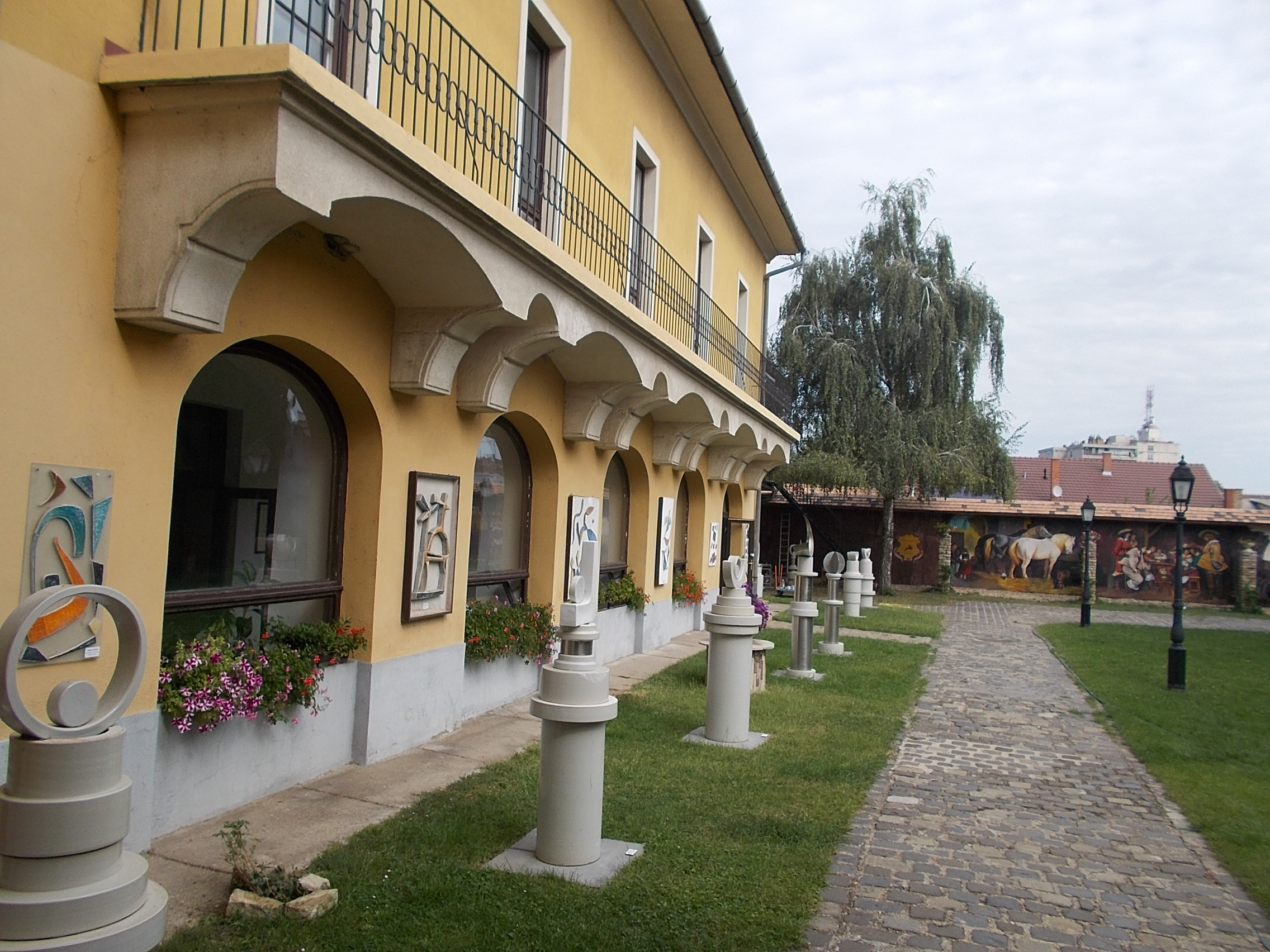
Pannonia-gebouw, waarin het stadsmuseum
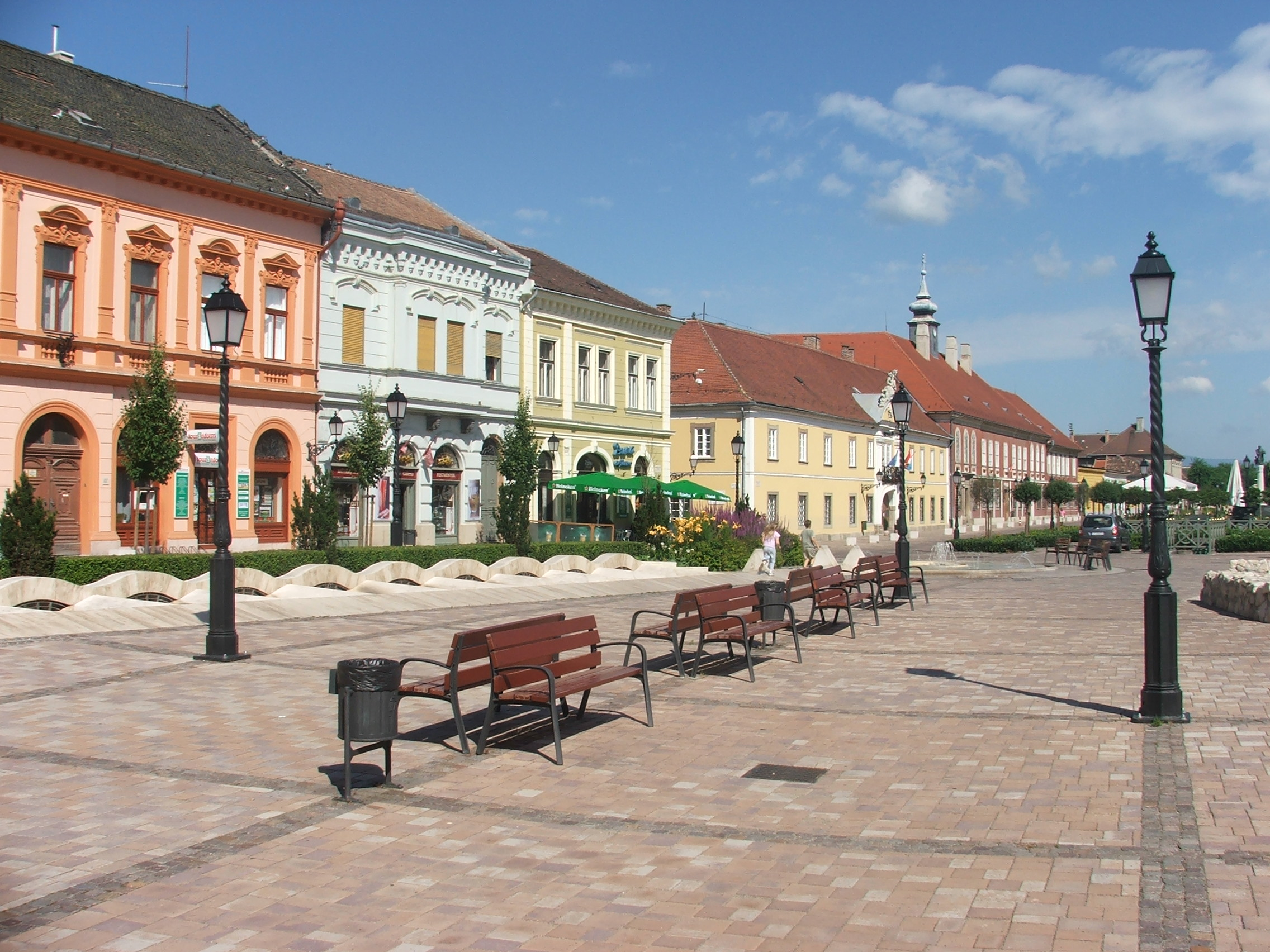
Barokke huizen aan het 15 Maartplein
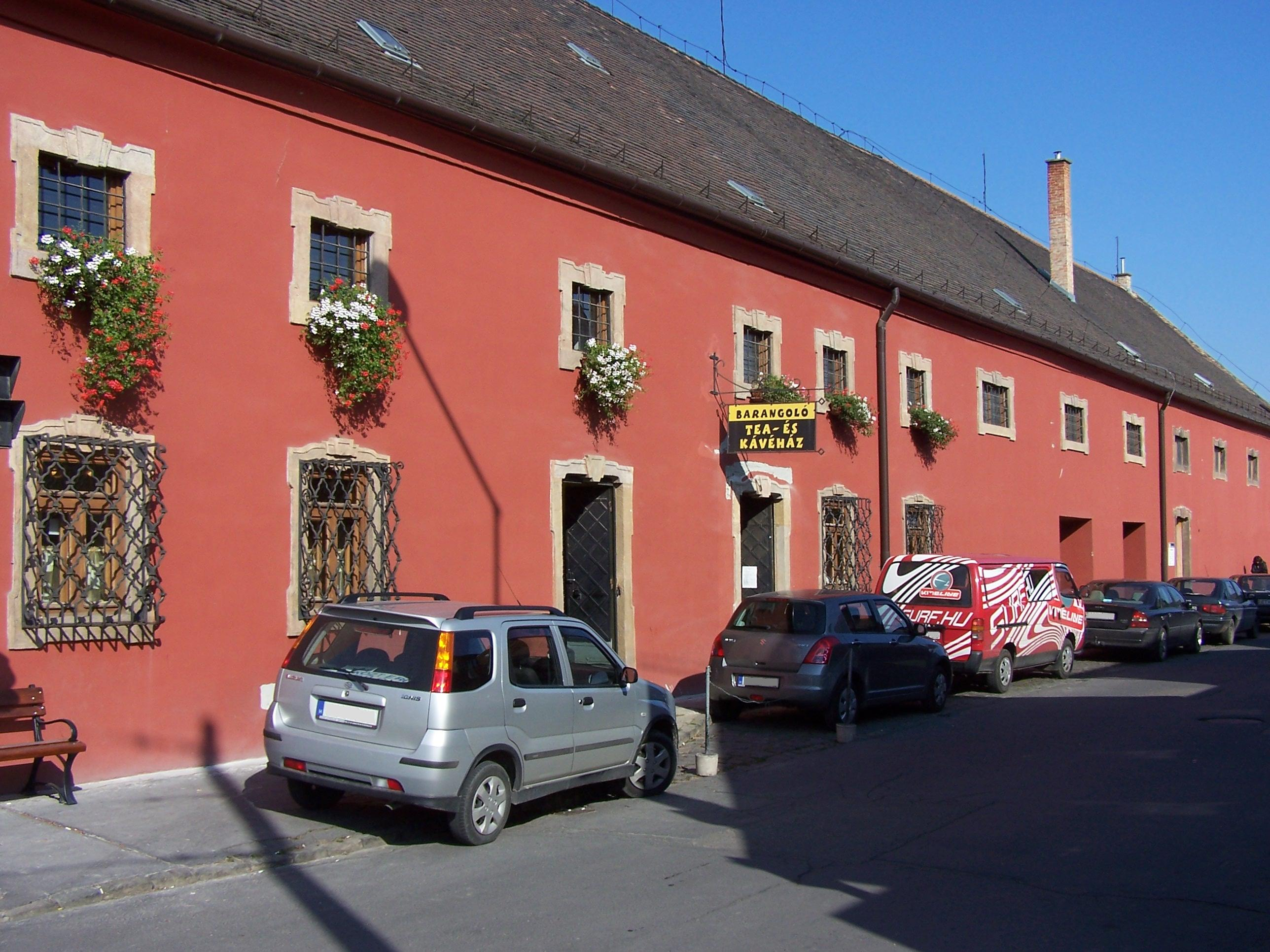
De 'rode woningen' (1733)
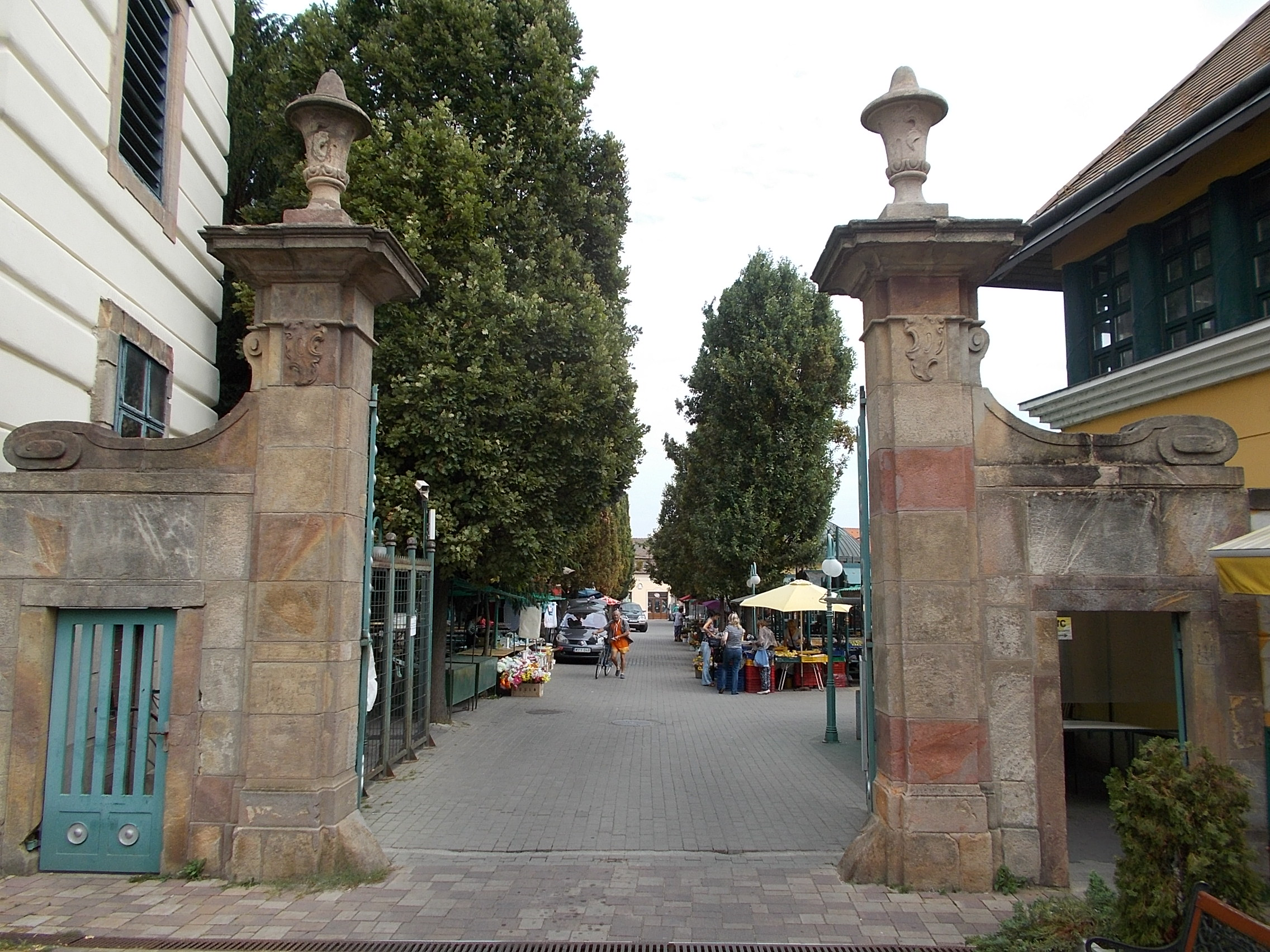
Barokke toegangspoort (1753) naar de markt
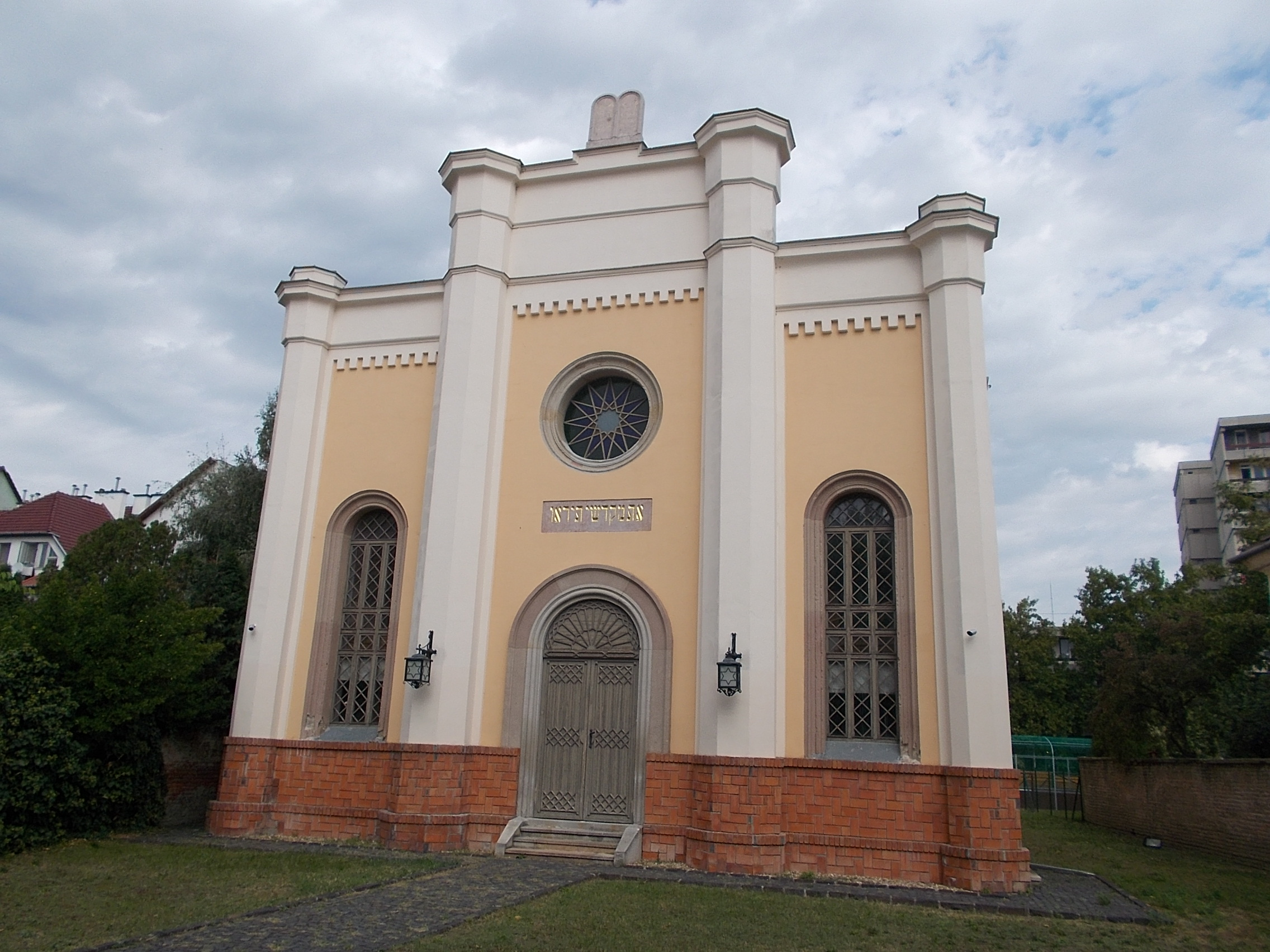
Synagoge (1864), gerestaureerd in 2005

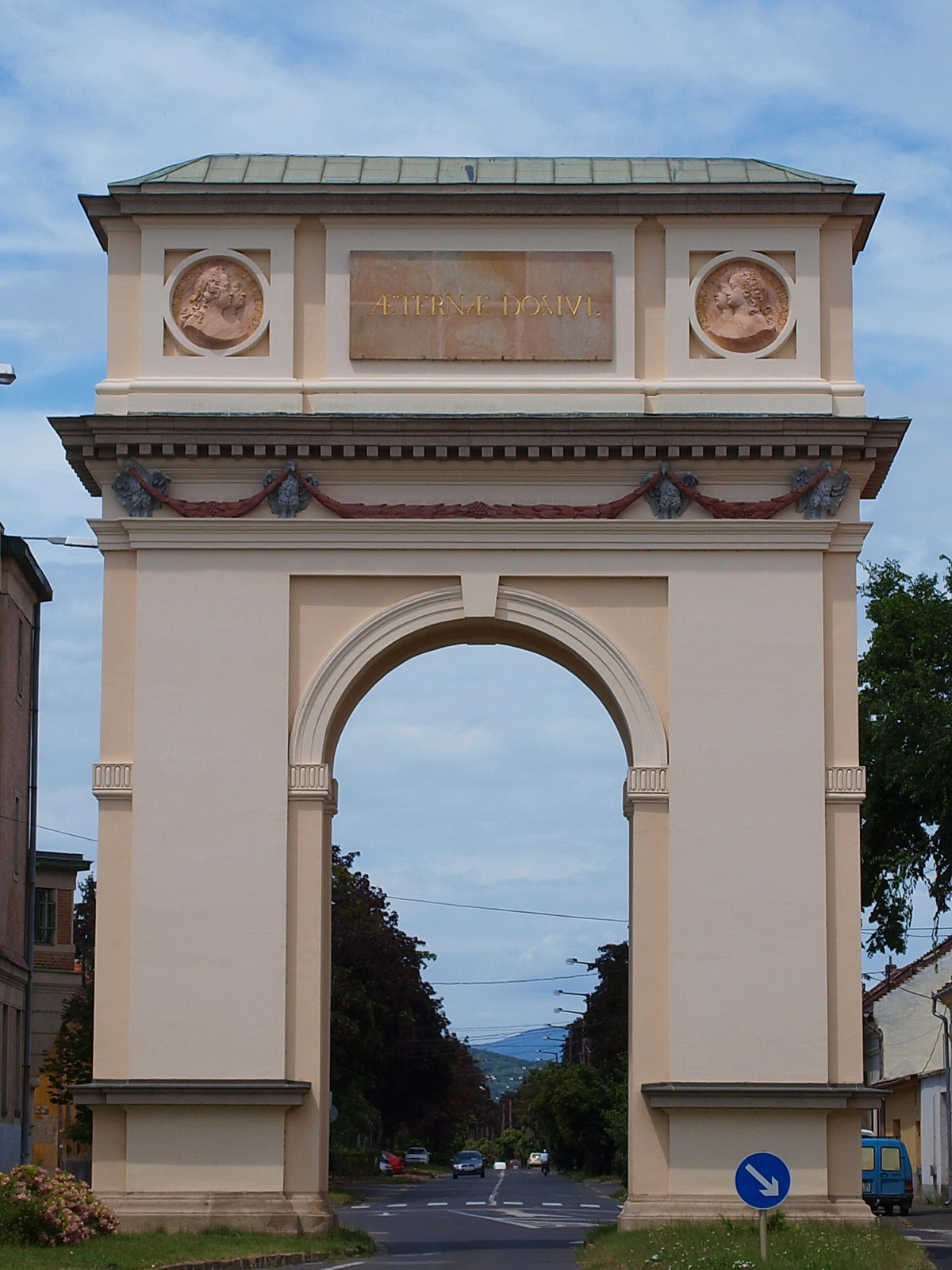
Triomfboog voor Maria Theresia (1764)
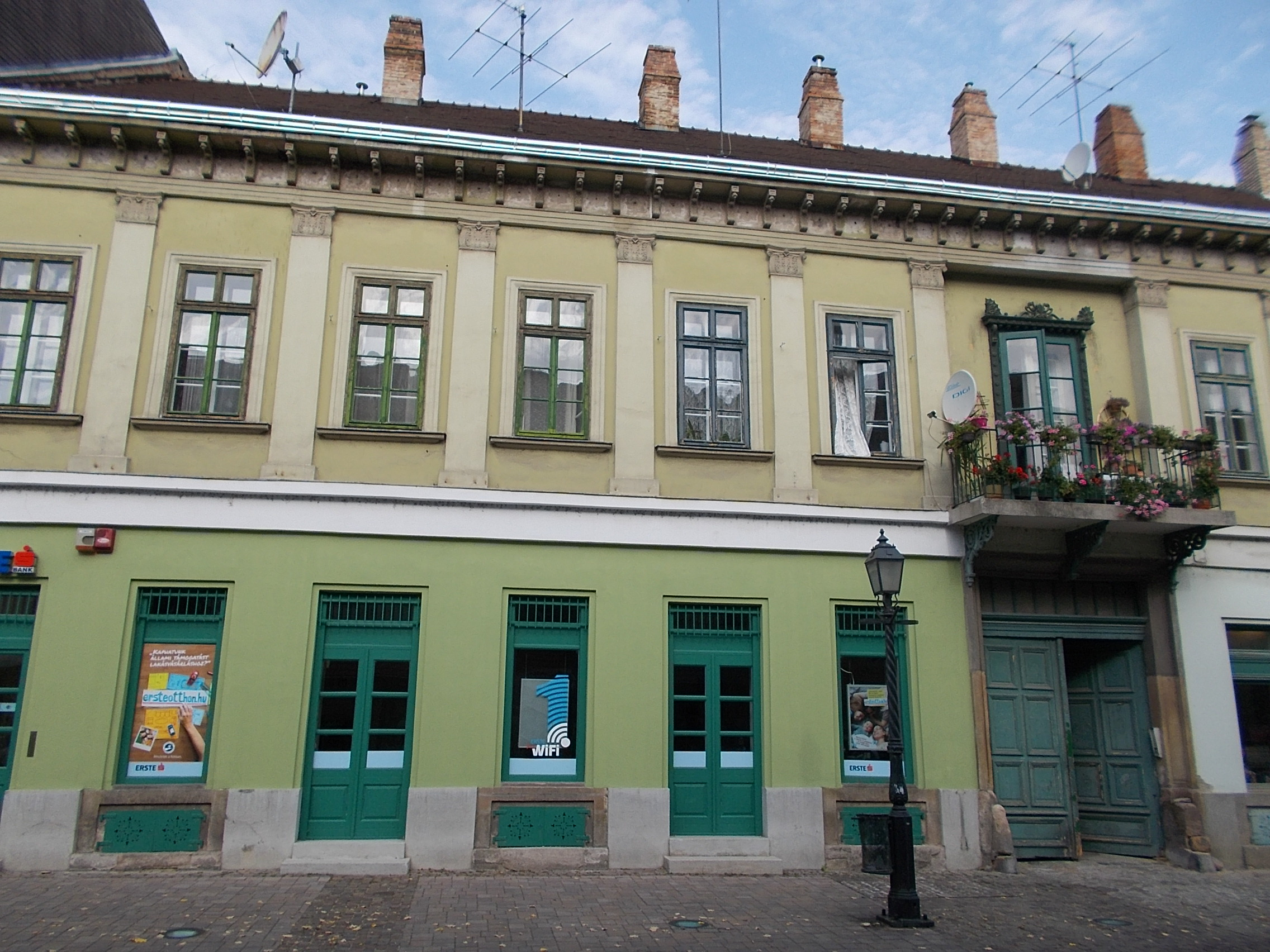
Middenstandshuizen (1860) aan Széchenyi-straat
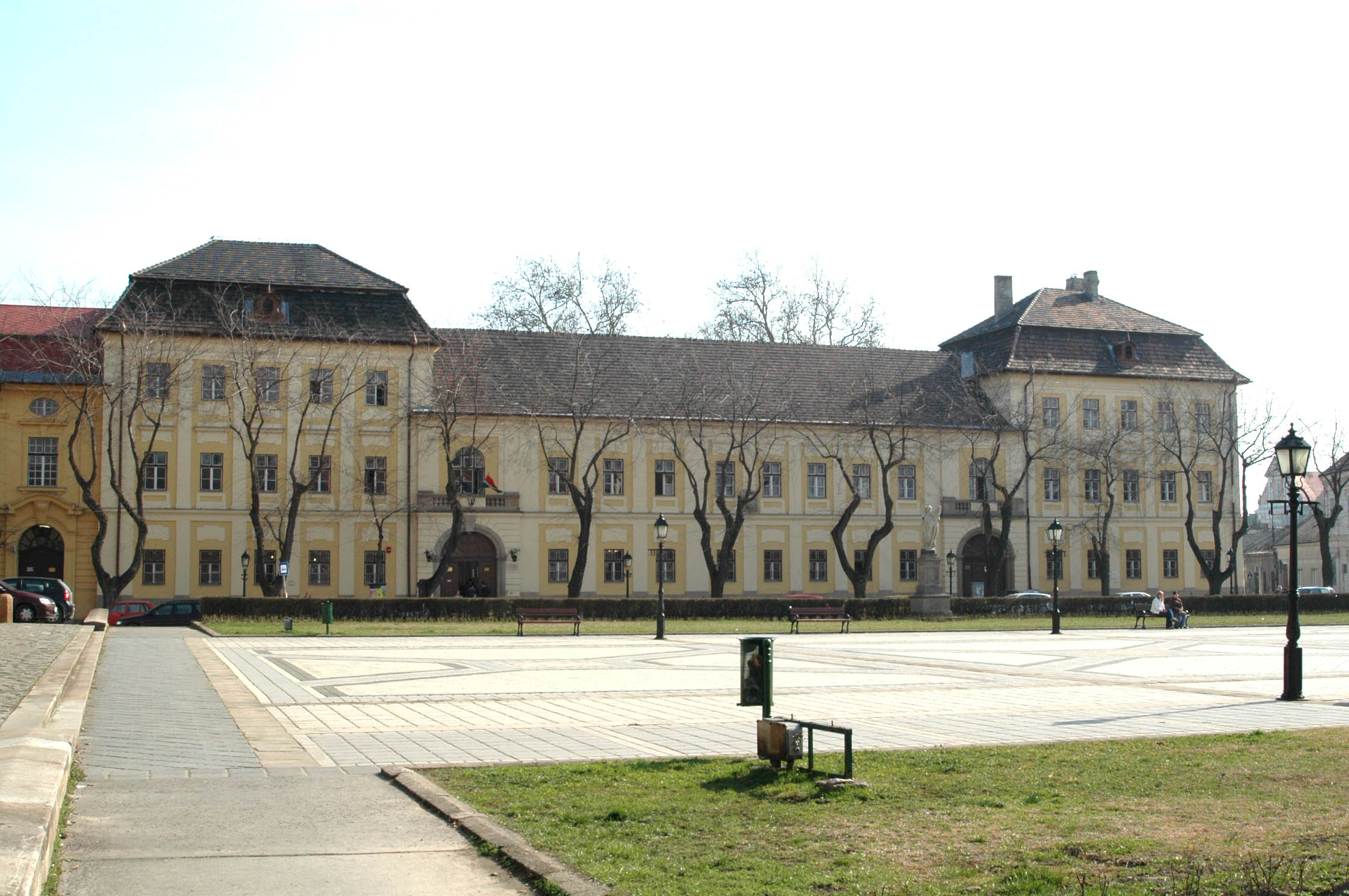
Hogeschool van Vác
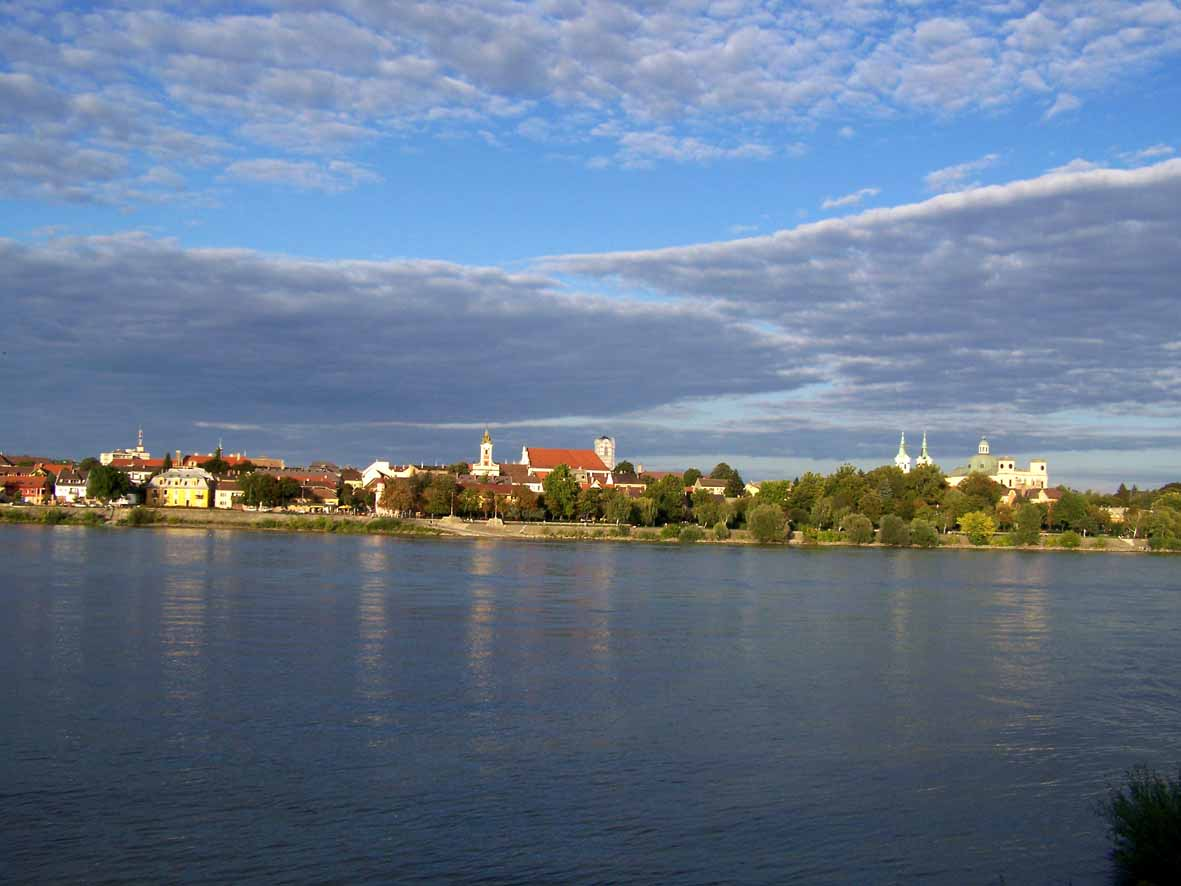
Vác vanaf de Donau
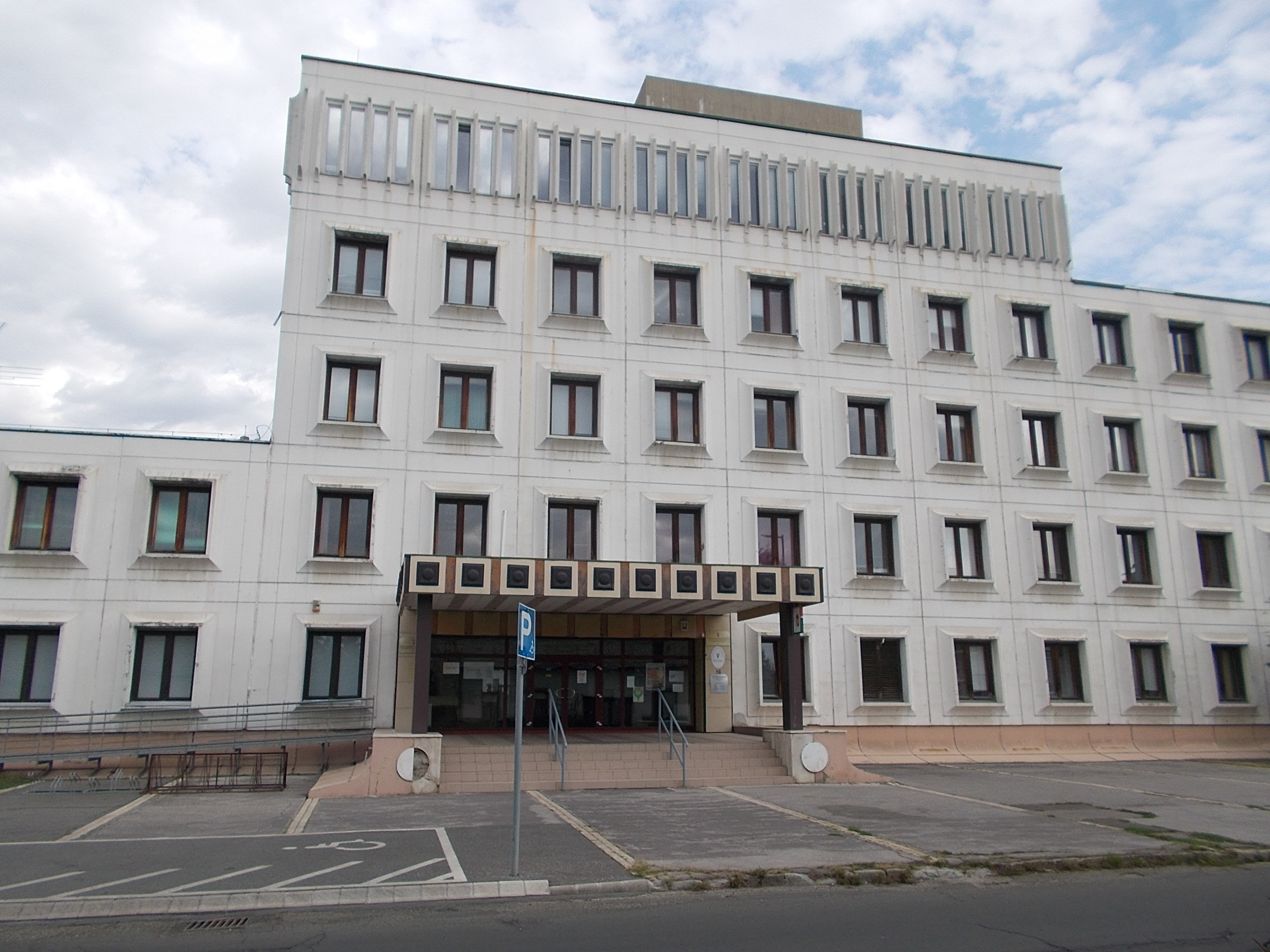
Overheidskantoor aan Csányi Boulevard
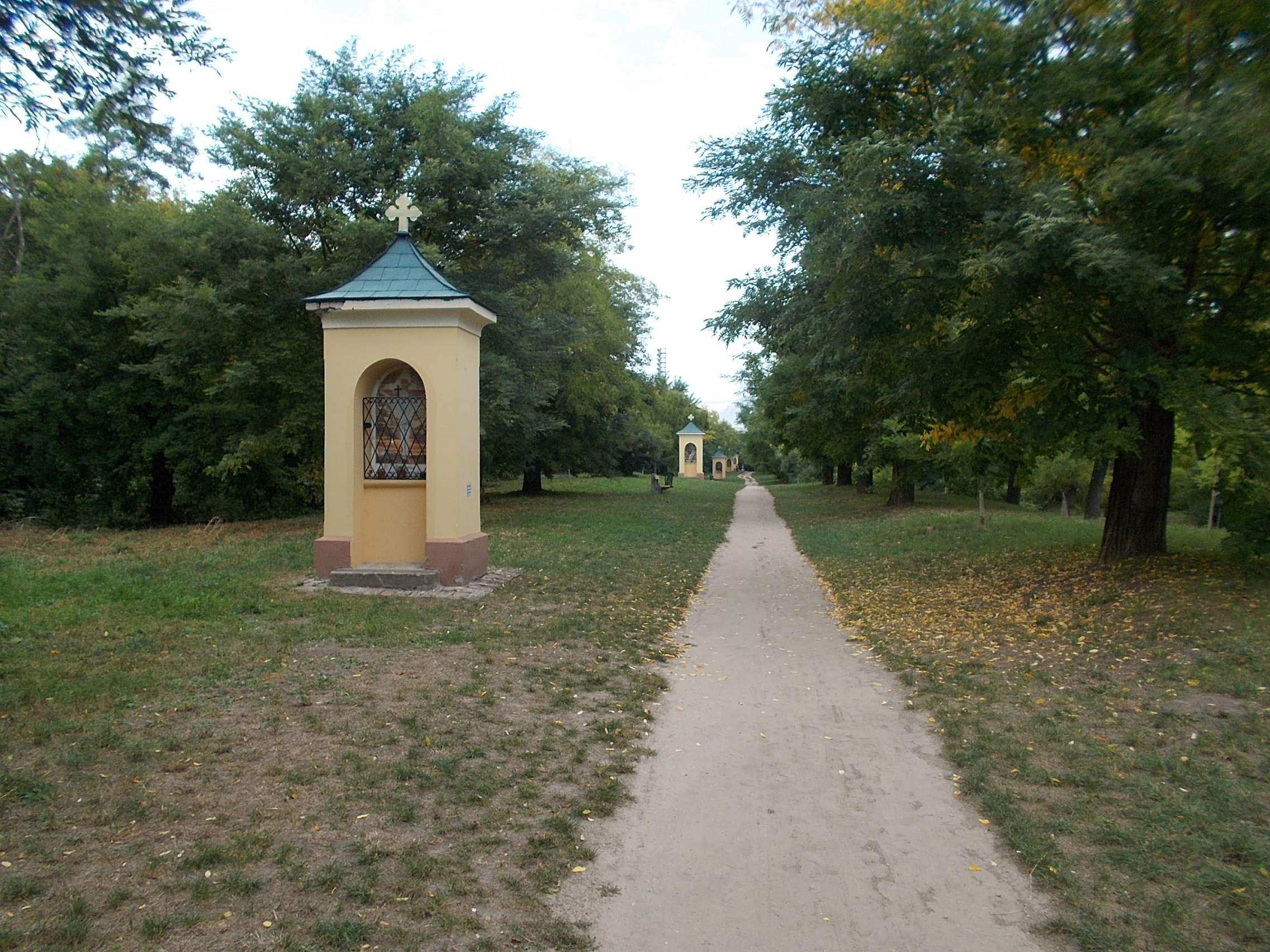
'Pad met de zeven kapellen' uit begin achttiende eeuw op de Derecske Heuvel
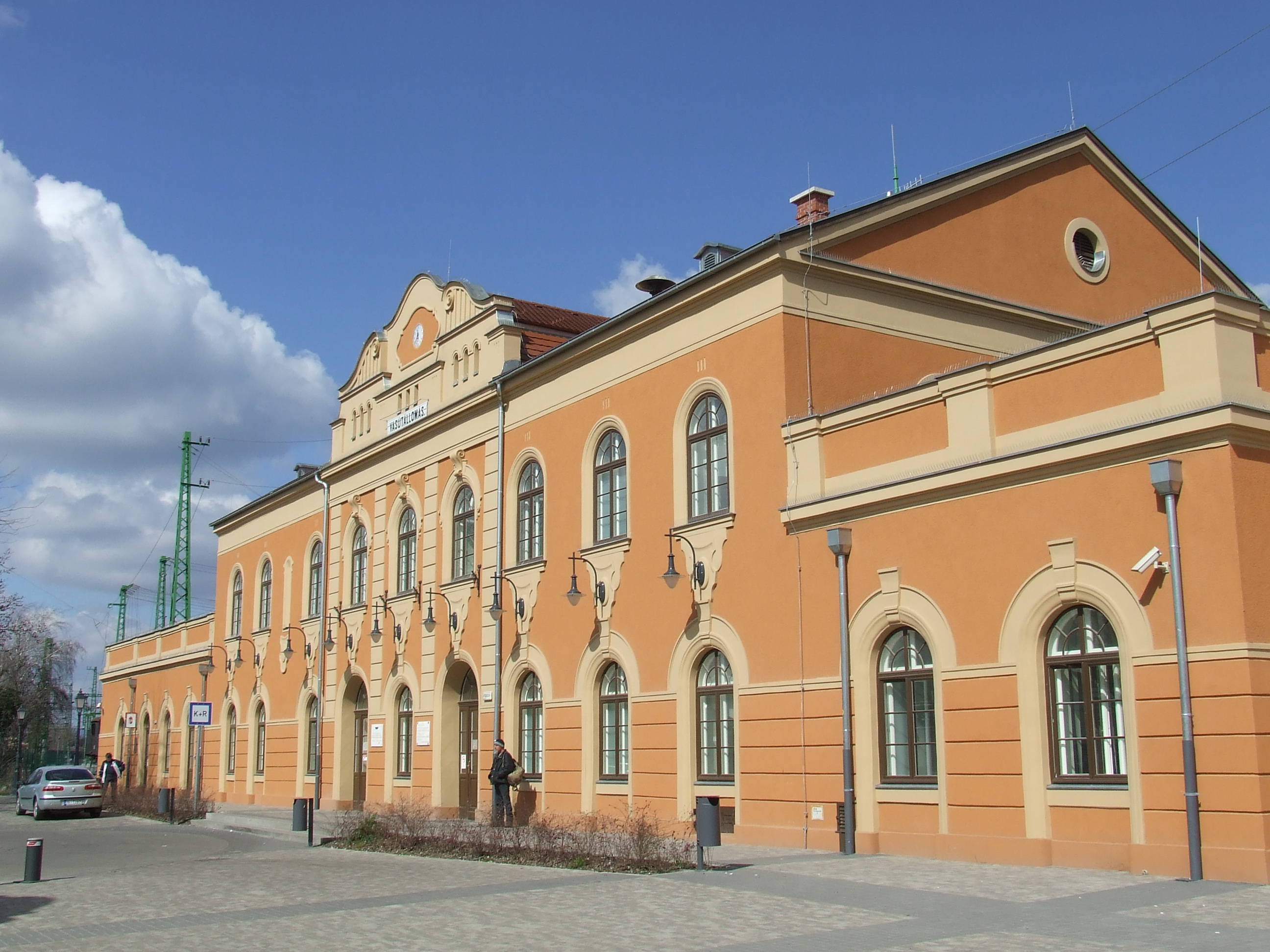
Treinstation van Vác
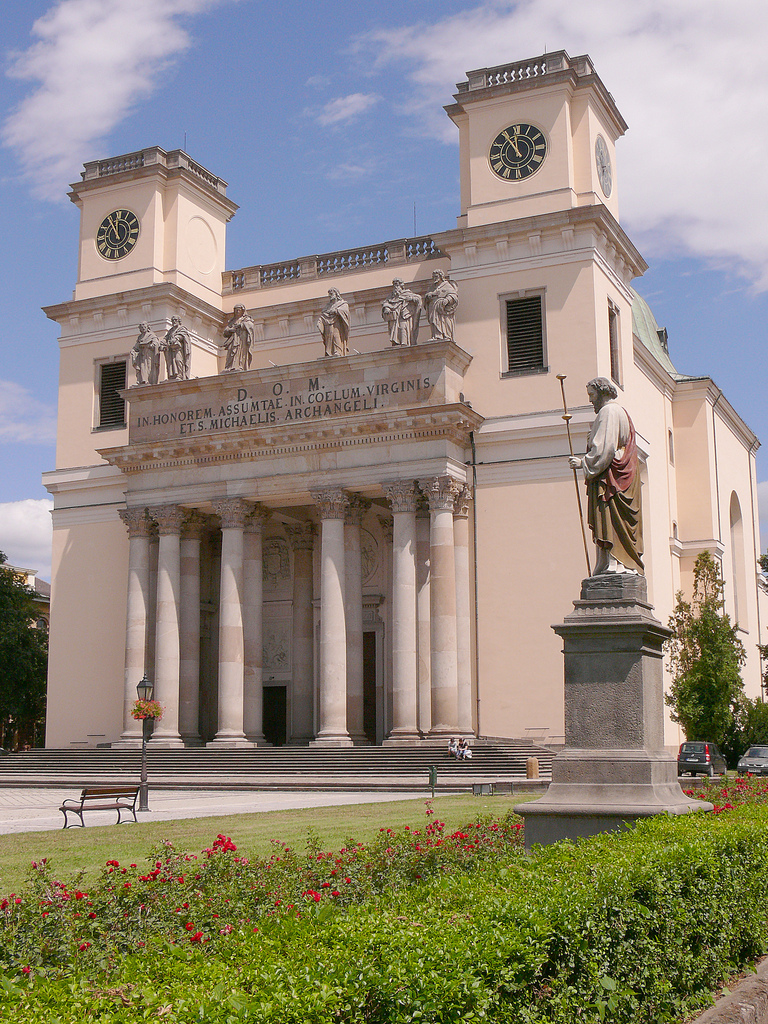
Kathedraal uit 1761

## Geboren in Vác
- Miklós Jancsó (1921-2014), filmregisseur